# Daniel Borimirov
Daniel Borimirov Borisov in bulgaro Даниел Боримиров Борисов? (Vidin, 15 gennaio 1970) è un ex calciatore bulgaro, di ruolo centrocampista. Ha giocato per la maggior parte della sua carriera nel Levski Sofia, con un periodo di otto anni al Monaco 1860. Ha fatto parte di diverse selezioni della nazionale di calcio bulgara, tra cui quella quarta classificata al campionato del mondo 1994.

## Carriera

### Club
Dopo il periodo nelle giovanili al Bdin Vidin, squadra della sua città, debutta nel 1990 con il Levski Sofia nel campionato bulgaro di calcio. Nel periodo fino al 1995 gioca nella squadra della capitale, segnando 40 volte in 123 gare. Nel 1996 si trasferisce in Bundesliga, al Monaco 1860, dove rimane fino al 2003, segnando 33 reti in 214 gare. Nel 2003 torna in Bulgaria, dove gioca con il Levski Sofia gli ultimi cinque anni della sua carriera.

### Nazionale
Convocato in nazionale di calcio bulgara per la prima volta nel 1993, partecipa a Stati Uniti 1994 e Francia 1998 per la selezione nazionale.

## Palmarès

### Club

#### Competizioni nazionali
- Campionato bulgaro: 5

Levski Sofia: 1992-1993, 1993-1994, 1994-1995, 2005-2006, 2006-2007
- Coppa di Bulgaria: 6

Levski Sofia: 1990-1991, 1991-1992, 1993-1994, 2002-2003, 2004-2005, 2006-2007
- Supercoppa di Bulgaria: 2

Levski Sofia: 2005, 2007